# Protea effusa
Protea effusa (лат.) — кустарник, вид рода Протея (Protea) семейства Протейные (Proteaceae), эндемик Западно-Капской провинции Южной Африки.

## Ботаническое описание

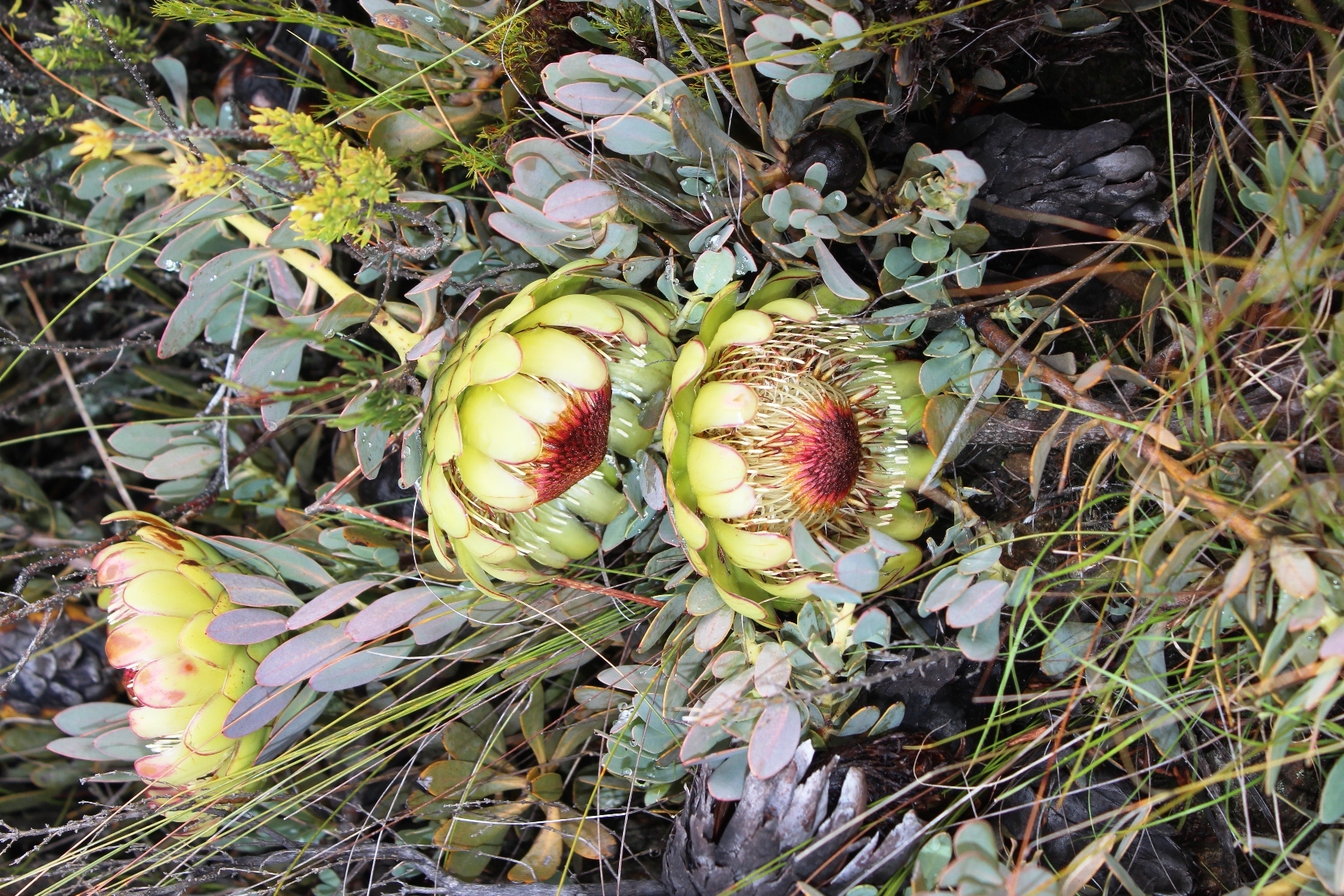
Цветочные головки Protea effusa

Protea effusa — кустарник с гладкими ветвями. Листья сизые, с отчётливыми прожилками, оканчиваются остро и сужаются к основанию, обычно ланцетные по форме, 2,5-5,1 см в длину. Цветочные головки сидячие на стеблях, чашеобразные, 5,1-7,6 см в длину и 7,6 см в диаметре. Цветёт в зимние месяцы. Прицветники могут быть от зеленовато-жёлтых до тёмно-красных.
При выращивании в Австралии, этот вид может быть очень разнообразным по внешнему виду: некоторые формы растут стелющийся куст, а другие становятся прямостоячими, вырастающими до 1,5 м в высоту. Листья также могут быть разными, при этом отдельные растения имеют различную ширину листа. Цвет соцветий может варьироваться от зеленовато-бронзового до насыщенно-красного.
В дикой природе в Южной Африке большинство популяций стелются по земле, но популяции более высоких прямостоячих растений существуют на перевале Гидо и через Гидоберг. Предполагается, что эти растения являются естественными гибридами с Protea recondita или, возможно, гибридом с P. recondita, скрещённым с P. pendula, но это требует дальнейшего изучения. Растения на горе Матроосберх, бывшие P. marlothii, имеют более крупные до 7,6 см в длину, а в некоторых случаях могут быть вдвое шире, чем в других местах. Ещё одним отличием были чуть более крупные цветочные головки и жёлто-коричневые волоски на завязи в этой форме.
Филипс, описывая P. marlothii, обнаружил, что наиболее похожими видами являются P. pendula, а также P. sulphurea, но отличаются тем, что цветочные головки стоят прямо и открываются вверх, а не свисают.

## Таксономия
Впервые Protea effusa была названа недействительной nomina nuda Эрнстом Майером в 1843 году, но в конечном итоге была подтверждена корректным описанием Карла Мейснера в 1856 году в Prodromus Альфонса Декандоля. Майер использовал образцы гербария, собранные немецким исследователем и коллекционером растений Иоганном Францем Дреге и опубликованные в книге Дреге Zwei Pflanzengeographische Documente, в которой были резюмированы научные впечатления, сделанные во время путешествия. Дреге собрал свои типовые образцы в горах Дю-Туа близ Вустера (Западно-Капская провинция). По словам Эдвина Перси Филлипса в 1910 году, гербарий Кью может содержать изотипический образец, собранный Дреге, первоначально отправленный или проданный Майером гербарию Джорджа Бентама в 1854 году.
P. marlothii был назван Филлипсом в 1910 году по популяции несколько более крупных растений с более крупными листьями, растущих на горе Матроосберх, также в районе Вустера, которые впервые были собраны там Рудольфом Марлотом на рубеже XIX—XX веков.

## Распространение и местообитание
Protea effusa — эндемик Западно-Капской провинции Южной Африки. Встречается от гор Куэбоккевельд (таких как Вабумсберх) до гор Дю-Туа и области Наудесберг в Западно-Капской провинции. В этой области встречается в горах Франшхук, Гидоберг, Хекс Ривер и Грут Винтерхук.
Почти исключительно растёт на горных вершинах. Существующие популяции демонстрируют фрагментированное пространственное распределение, причём более четверти известных популяций состоят из пяти или менее растений. Причина такой маленькой популяции пока неясна. Из известных популяций только в 13 % случаев они состоят из более чем сотни растений.

## Экология
Это вид, растущий на скалистых и открытых горных хребтах в горной среде обитания финбош на вершинах гор, на высоте от 1200 до 1800 м над уровнем моря. Опыляется грызунами. Взрослые растения погибают от пожара, но семена могут выжить, хранясь в огнеупорных засохших старых соцветиях. Семена высвобождаются после пожаров и разносятся ветром.

## Культивирование
Выращивание этого вида не всегда лёгкое. В определении того, как экземпляр будет расти играет роль место сбора. Растение предпочитает прохладный и сухой климат. Лучше всего растёт на хорошо дренированных почвах. Цветочные головки используются в качестве срезанных цветов.

## Охранный статус
В 2009 и 2011 годах Южноафриканский национальный институт биоразнообразия оценивал охранный статус этого вида как «близкий к уязвимому положению». Основные опасности для вида — изменение климата, развитие фруктовых садов на Гидоберхе; слишком частые лесные пожары в горах Хекс-Ривер и Грут Винтерхук. Этот вид охраняется в природных заповедниках Гроот Винтерхук, Пустыня Фонтейнджисберга, Хавеква, Тиватерсклоф, Виттебруг, Витценберг и Патрисклоф.